# Max Theiler

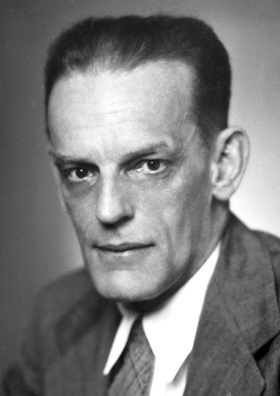
Max Theiler (1951)

Max Theiler (* 30. Januar 1899 in Pretoria, Südafrika; † 11. August 1972 in New Haven, Connecticut, USA) war ein südafrikanisch-US-amerikanischer Bakteriologe und Nobelpreisträger Schweizer Herkunft.

## Leben
Der Sohn des schweizerisch-südafrikanischen Tierarztes Arnold Theiler lieferte wesentliche Arbeiten über die Erreger von Infektionskrankheiten. Er erhielt 1951 den Nobelpreis für Physiologie oder Medizin für seine Entwicklung eines Gelbfieber-Impfstoffs. 1949 hatte er den Albert Lasker Award for Clinical Medical Research erhalten.
Theiler studierte Medizin an der University of Cape Town, am St. Thomas Hospital in London und der London School of Tropical Medicine. 1922 erhielt er seinen M.D. Abschluss und ging in die USA an die Harvard Medical School. Ab 1930 war er am Rockefeller Institut in New York, wo er den Rest seiner Karriere blieb und das Viruslabor leitete.
Theiler befasste sich insbesondere mit Gelbfieber und wies nach, dass es nicht durch das Bakterium Leptospira icteroides (den Erreger der Weil-Krankheit), wie in den 1920er Jahren noch teilweise vermutet wurde, verursacht wurde. Nachdem Adrian Stokes zeigte, dass Gelbfieber in Rhesusaffen induziert werden konnte, gelang Theiler ein weiterer Fortschritt: er zeigte, dass das Virus in Mäusen Hirnhautentzündung auslöst. Wird der Erreger dann wieder auf Affen übertragen, löst er Gelbfieber in abgeschwächter Form aus, der bei Affen außerdem Immunität gegenüber der tödlichen Form des Gelbfiebers bewirkt. Diese Erkenntnis bildete die Grundlage für die Impfstoffentwicklung durch Theiler und Hugh Smith (17 D Impfstoff, 1937). In den 1940er Jahren stellte das Rockefeller Institut große Mengen des Impfstoffs her.
Der Mondkrater Theiler ist nach ihm benannt. Ausserdem ist er Ehrenbürger von Hasle im Kanton Luzern (Schweiz).

## Schriften (Auswahl)
- Viral and Rickettsial Infections of Man. 1948.
- Yellow Fever. 1951